# Odine Johne

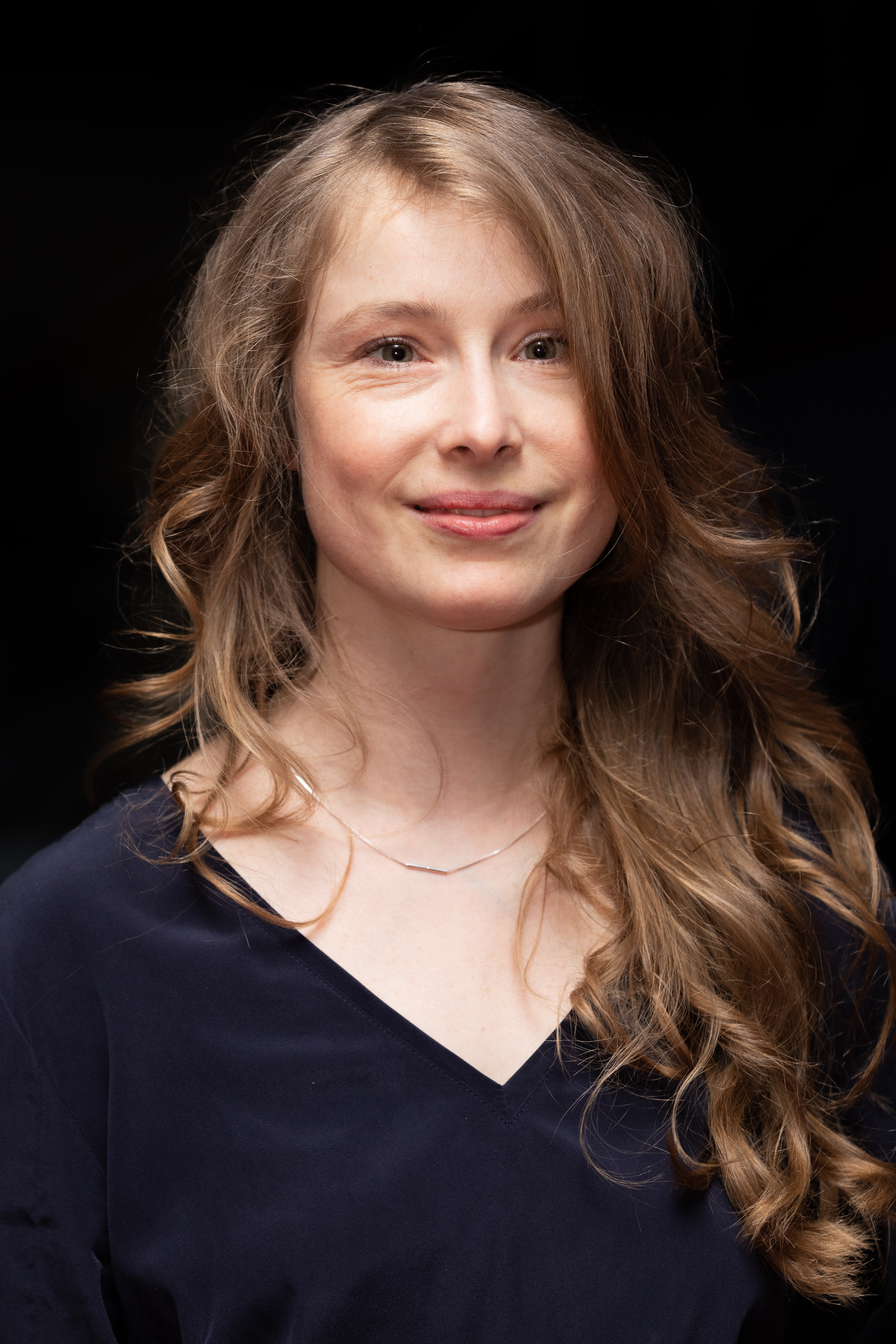
Odine Johne, 2020

Odine Johne (* 21. März 1987 in Stuttgart) ist eine deutsche Schauspielerin und Hörspielsprecherin.

## Leben
Odine Johne sammelte noch als Schülerin ab 1998 erste Dreherfahrungen vor und später auch hinter der Kamera in Kurzfilmen der Filmakademie Baden-Württemberg. Als Sprecherin nahm sie an Hörspielproduktionen des Südwestrundfunks teil. Nach dem Abitur 2006 zog sie nach Berlin, wo sie in weiteren Film- und Fernsehproduktionen mitspielte.
Einem breiteren Publikum bekannt wurde Johne 2008 durch die Rolle der Maja im erfolgreichen deutschen Kinofilm Die Welle. Im selben Jahr spielte sie das Schwesterchen in Brüderchen und Schwesterchen, einer Fernsehverfilmung des gleichnamigen Märchens in der Reihe Sechs auf einen Streich unter der Regie von Wolfgang Eißler. 2009 war sie als Musikstudentin Lilly Dahlenberg neben Jaecki Schwarz und Wolfgang Winkler in der Episode Der Tod und das Mädchen der Fernsehreihe Polizeiruf 110 in einer Hauptrolle zu sehen.
Von 2008 bis 2012 studierte Odine Johne Schauspiel an der Akademie für Darstellende Kunst Baden-Württemberg. In der mit dem Deutschen Hörbuchpreis ausgezeichneten SWR-Hörspielversion des Romans Das Geisterhaus sprach sie 2010 die Rolle der Tránsito Soto. Nach ihrem Studienabschluss spielte sie in zwei Langspielfilmen Hauptrollen: in Nordland von Ingo J. Biermann und Hit the Road Gunnar von Nicolas Ehret über ein ungleiches Paar, das es zunächst wider ihres Willens gemeinsam auf eine Reise nach Schweden verschlägt. In der darauffolgenden Zeit konzentrierte sie sich verstärkt auf ihre Tätigkeit auf Theaterproduktionen in Berlin, Frankfurt und am Schauspiel Bonn.
2014 war Johne mit den Filmen Jack und Szenario auf der Berlinale vertreten und wurde als beste Nachwuchsdarstellerin auf dem Filmkunstfest Mecklenburg-Vorpommern für den Film Nordland ausgezeichnet. Im selben Jahr erhielt der Kurzfilm Nocebo, in dem sie eine Hauptrolle spielt, einen Studentenoscar. Die Titelrolle in der gleichnamigen Romanverfilmung von Peter Stamms Agnes (Regie: Johannes Schmid) brachte ihr 2016 beim Filmfestival Max Ophüls Preis die Auszeichnung als beste Nachwuchsdarstellerin ein. Seit 2017 gastiert sie regelmäßig in mehreren Folgen der ARD-Krimireihe Tatort.
In der ZDF-Dramaserie Fritzie – Der Himmel muss warten gehörte Johne von 2020 bis 2021 neben Tanja Wedhorn als Referendarin und späteren Lehrerin Josy Schweikert zur Stammbesetzung. Von 2022 bis 2024 spielte sie in einer der Nebenrollen die Johanna Westphal in der ZDF-Revue-Serie Der Palast. Ebenfalls 2022 übernahm sie die Hauptrolle der ermittelnden Kommissarin Annalena Gottknecht in der sechsteiligen Krimiserie Lauchhammer – Tod in der Lausitz. Ute Wieland besetzte sie neben Jan Krauter und Henning Baum in dem Krimi-Thriller Mordlichter – Tod auf den Färöer Inseln (2025) in der Hauptrolle als zielstrebige Journalistin Johanna, die um das Haus ihrer verstorbenen Eltern zu verkaufen, zur Kaufabwicklung in ihre Heimat auf die Färöer-Inseln zurückkehrt.

## Filmografie

### Filme
- 2005: Sen – das verlorene Licht (Kurzfilm)
- 2007: Wie verführ’ ich meinen Ehemann
- 2008: Unverwundbar
- 2008: Die Welle
- 2008: Brüderchen und Schwesterchen
- 2011: Weißt du eigentlich dass ganz viele Blumen blühen im Park
- 2014: Jack
- 2014: Nordland
- 2014: Nocebo (Kurzfilm)
- 2015: Hit the Road Gunnar
- 2016: Agnes
- 2018: Nixen
- 2019: Kopfplatzen
- 2020: Im Abgrund
- 2024: Die Farbe der Luft
- 2025: Mordlichter – Tod auf den Färöer Inseln

### Fernsehserien und -reihen
- 2007: R. I. S. – Die Sprache der Toten (Folge Vermisst)
- 2008: Post Mortem – Beweise sind unsterblich (Folge Körperteile)
- 2008: Die Stein (Folge Der kleine Samurai)
- 2009: SOKO Wismar (Folge Yachtsaison)
- 2009: Polizeiruf 110: Der Tod und das Mädchen (Fernsehreihe)
- 2010: Küstenwache (Folge Gefährliche Enthüllung)
- 2013: Der Staatsanwalt (Folge Die lieben Nachbarn)
- 2016: SOKO Leipzig (Folge Schutzlos)
- 2017: Tatort: Land in dieser Zeit (Fernsehreihe)
- 2017: Letzte Spur Berlin (Folge Lügengespinst)
- 2017: Der Kriminalist (Folge Schattenmädchen)
- 2017: Tatort: Stau
- 2017: Tatort: Goldbach
- 2017: Berlin Station (Folge Direkt ins Herz)
- 2017: SOKO Stuttgart (Folge Melodie des Todes)
- 2018: Marie Brand und der schwarze Tag (Fernsehreihe)
- 2018: SOKO Donau (Folge Fadenspiel)
- 2018: Die Kanzlei (Folge Kinderkram)
- 2019: Der Bulle und das Biest (Folge Falsche Freunde)
- 2019: Der Alte (Folge Amalia)
- 2019: Eichwald, MdB (Folge Verletzlich)
- 2019: Jerks. (Folge Jump Up Jump Up and Get Down)
- 2019: Morden im Norden (Folge Gefangen)
- 2020–2021: Fritzie – Der Himmel muss warten (9 Folgen)
- 2020: SOKO Köln (Folge Schwarzes Schaf)
- 2020: Erzgebirgskrimi – Tödlicher Akkord (Fernsehreihe)
- 2020: Tatort: Das perfekte Verbrechen
- 2021: Legal Affairs (Folge Kannibalen)
- 2022: Tatort: Finsternis
- 2022: Strafe (Folge Die Schöffin)
- 2022: Lauchhammer – Tod in der Lausitz (6 Folgen)
- 2022–2024: Der Palast (8 Folgen)
- 2023: Tod den Lebenden (6 Folgen)
- 2023: Das Quartett – Mörderischer Pakt
- 2024: Angemessen Angry (5 Folgen)

## Hörspiele
- 2004: Frentzen & Friends (SWR; Regie: Günter Maurer)
- 2004: Reise im Mondlicht (SWR; Regie: Norbert Schaeffer)
- 2009: Arsène Lupin und die Frau mit den jadegrünen Augen (SWR; Regie: Stefan Hilsbecher)
- 2010: Das Geisterhaus (SWR; Regie: Walter Adler)